# Музей-садиба Катерини Білокур
Музей-садиба Катерини Білокур — меморіальний музей видатної української художниці. Розташований на території садиби родини Білокурів у селі Богданівка Бориспільського району Київської області, де художниця прожила все своє життя (1900—1961).
Музей відкритий 1977 року. Автор — Іван Білокур. Є відділом Яготинського державного історичного музею.
Адреса: — с. Богданівка, вул. Катерини Білокур, 72
Завідувач музею: Шаповал Ольга Олександрівна.

## Історія

Скульптура Катерини Білокур біля музею

Музей створено завдяки наполегливим зусиллям колишнього директора Яготинського державного історичного музею Олександра Непорожнього та О. К. Білокур.
Перший запис при відкритті музею зроблено рукою Олеся Гончара 26 листопада 1977 року.

## Експозиція
Експозиційна площа — 77 м².
Музей має близько 500 експонатів.
Богданівський меморіал включає хатину-музей та присадибну ділянку, де ростуть дерева — сучасники художниці і встановлено мармурову паркову скульптуру — постать на повний зріст Катерини Білокур авторства її племінника Івана Білокура.
Біля хвіртки на відполірованому граніті напис: «Вклонімося землі, де жила й працювала Катерина Білокур. Звідси, з біленької селянської хати, рушила у великі світи творчість народної художниці, пішла до людей її малярська поезія. Бережімо святиню!».
Навколо хати — плетений тин (такий, як і був за життя художниці), біля хати — 115-річний в'яз.
Інтер'єр хати виглядає так, як за життя Катерини Білокур. Її меблі — довгі лави попід стінами, столи, ліжко, скриня. Як і багато років тому, вони стоять на своїх місцях. Документальність і точність хатнього умеблювання підтверджують два малюнки художниці, виконані олівцем.
У кімнаті, що правила за майстерню, — мольберт художниці, саморобні пензлі, тюби олійних і акварельних фарб, невеликі палітри зі скла, на яких позасихала фарба.
В експозиції музею є також оригінальні твори художниці, виконані олійними фарбами та олівцем: «У Богданівці за греблею», «Красотуля та жоржини», «Птиці», «Жоржини на синьому тлі», «Портрет жінки в зеленому корсеті» та інші.
У музеї-садибі виставлені фотографії художниці, уривки з листів, висловлювань Миколи Бажана, Олеся Гончара. Тут зібрана цікава бібліотека господині: Шевченко, Гоголь, Чернишевський, різноманітні посібники з живопису та інше.

## Галерея

На подвір'ї музея
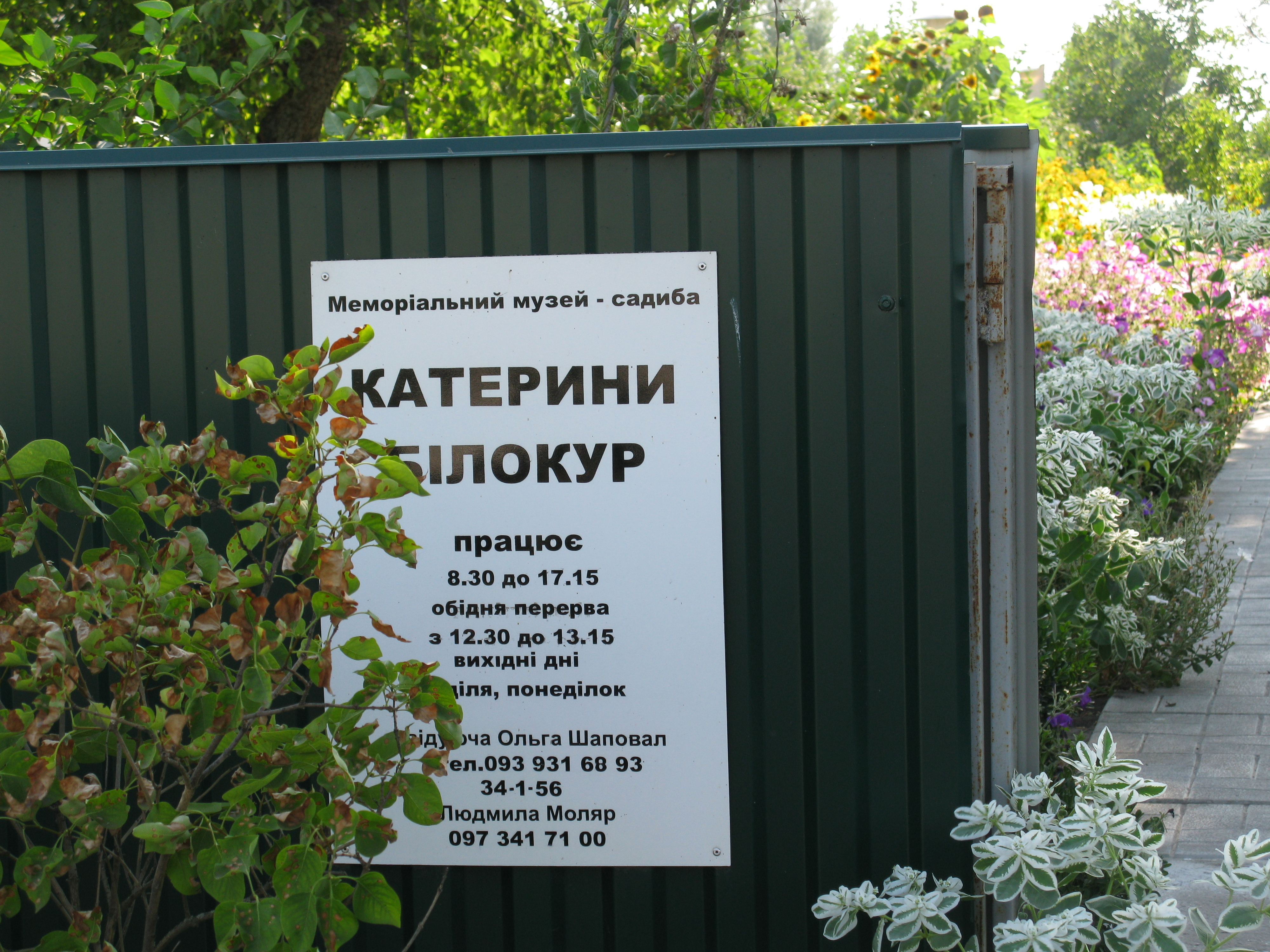
Вхід до музею
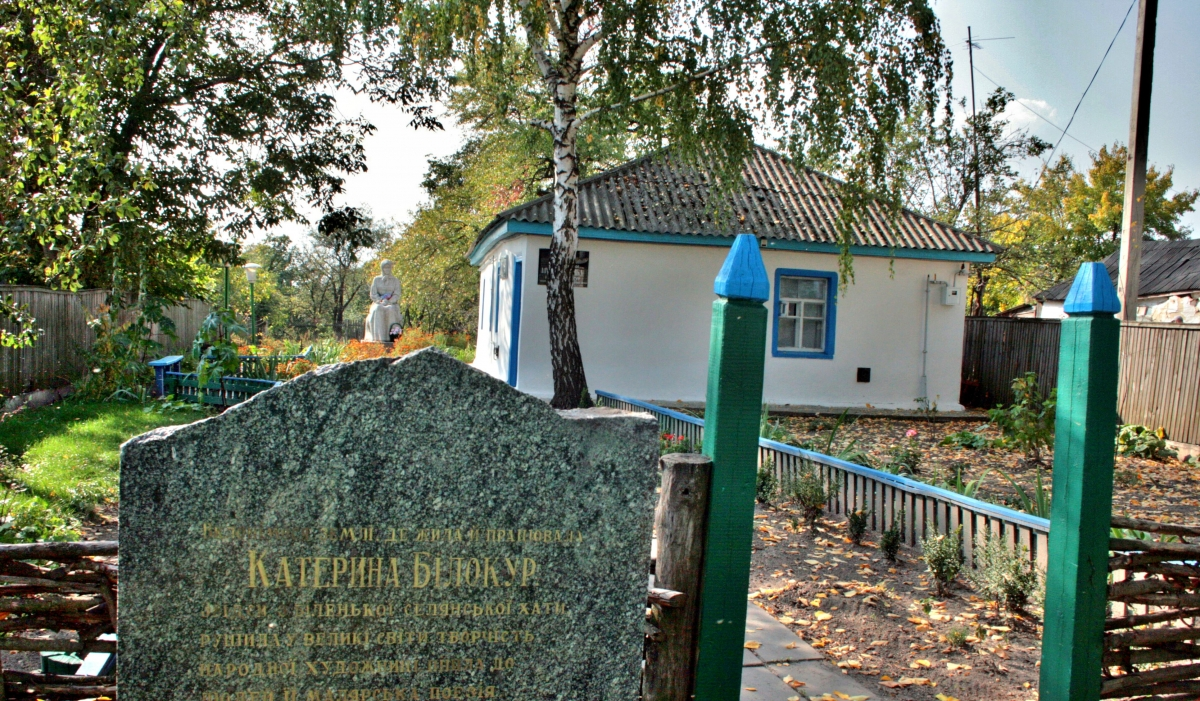
Меморіальний музей-садиба Катерини Білокур (2010)
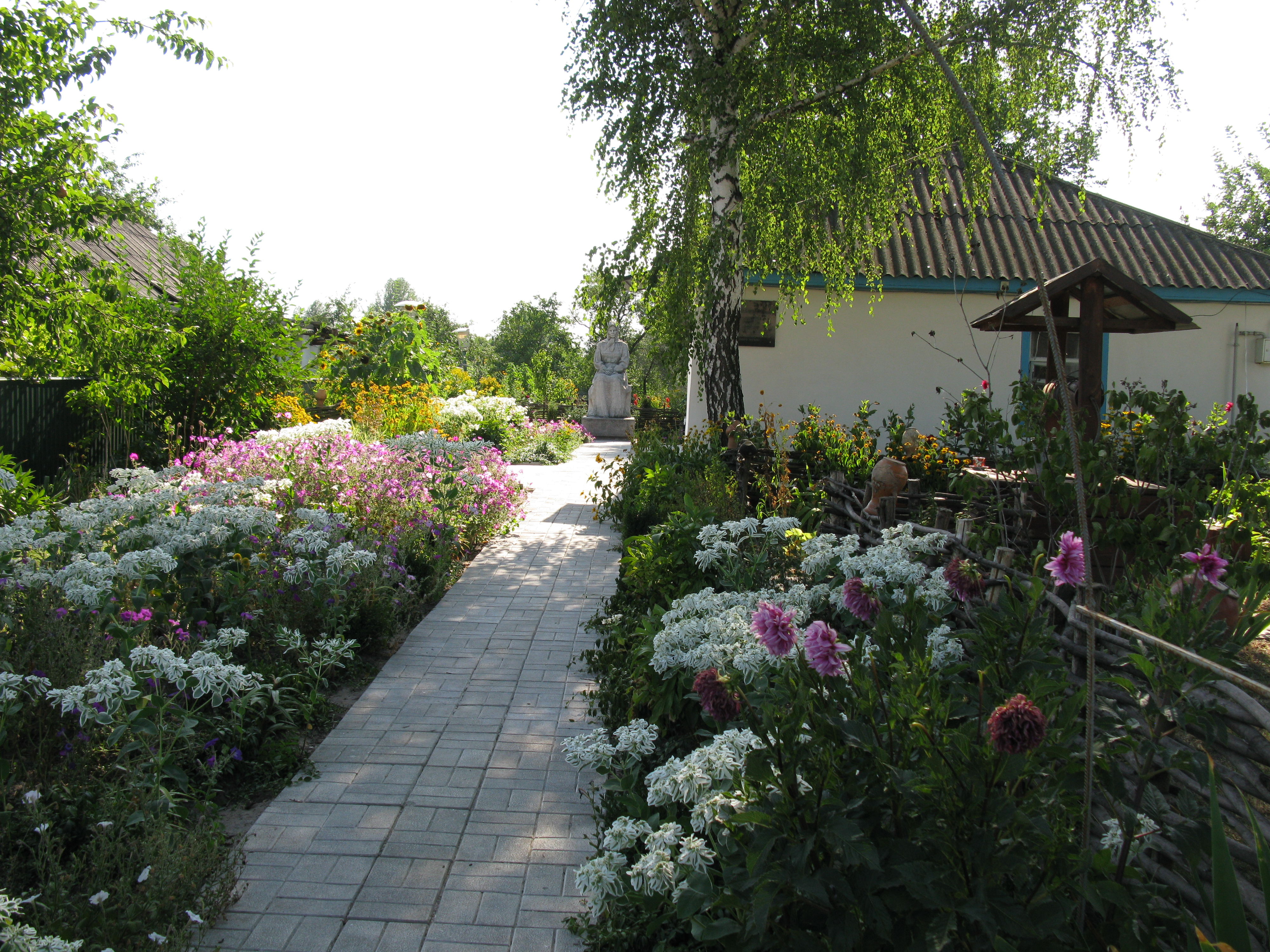
Музей-садиба Білокур (серпень 2014)
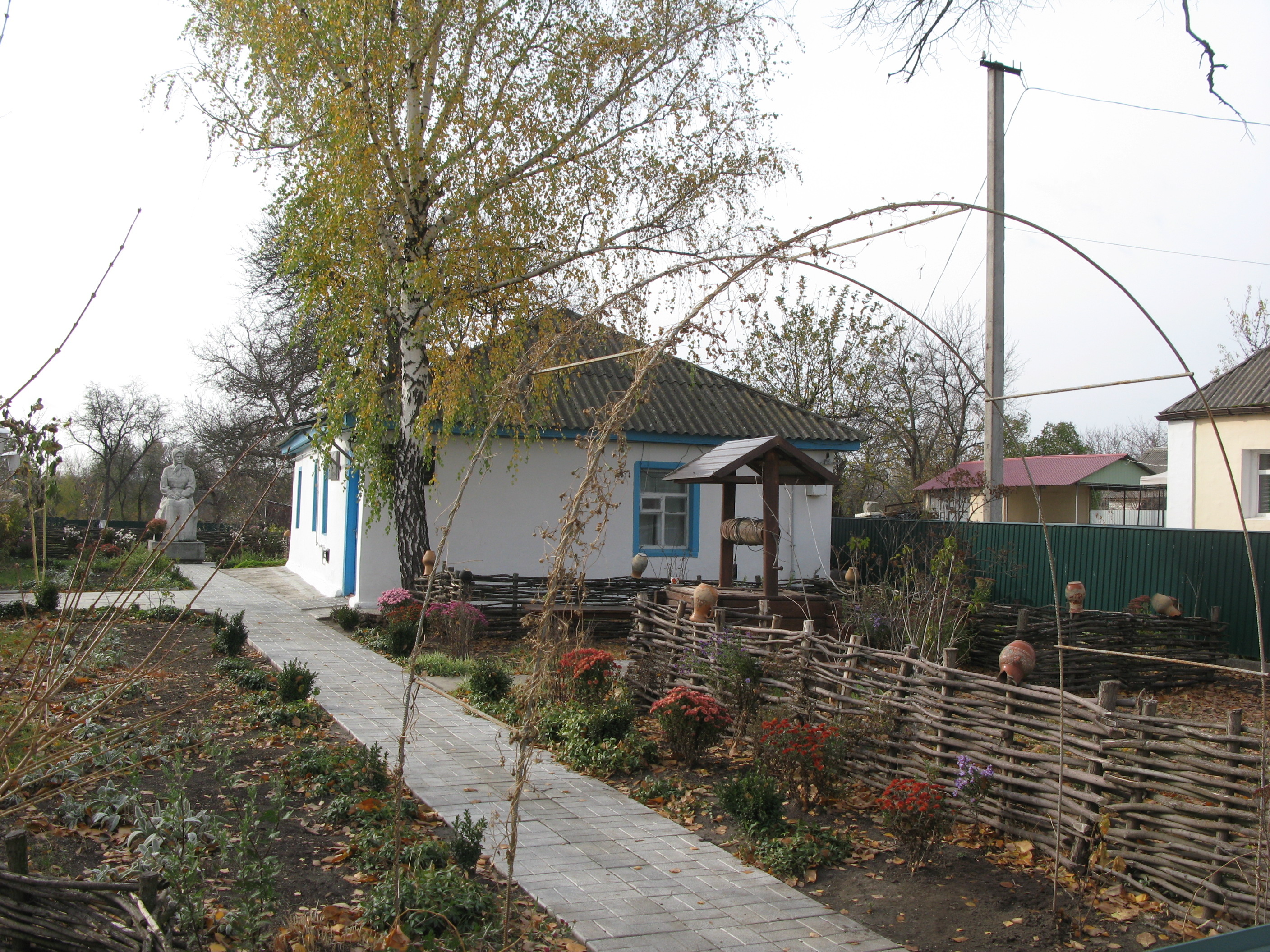
Жовтень 2014
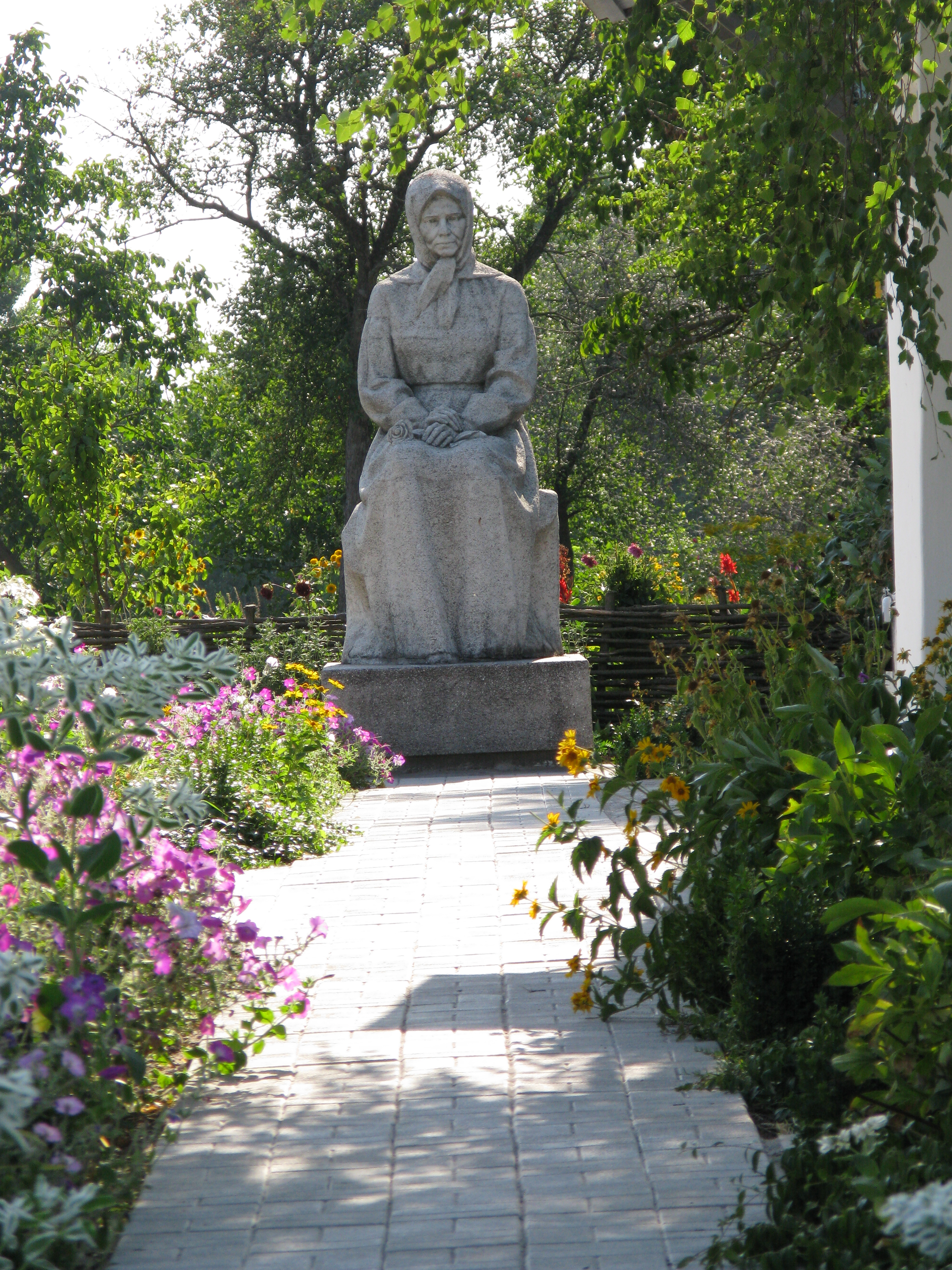
Пам'ятник художниці роботи Івана Білокура, племінника художниці

Всередині музею
У майстерні художниці
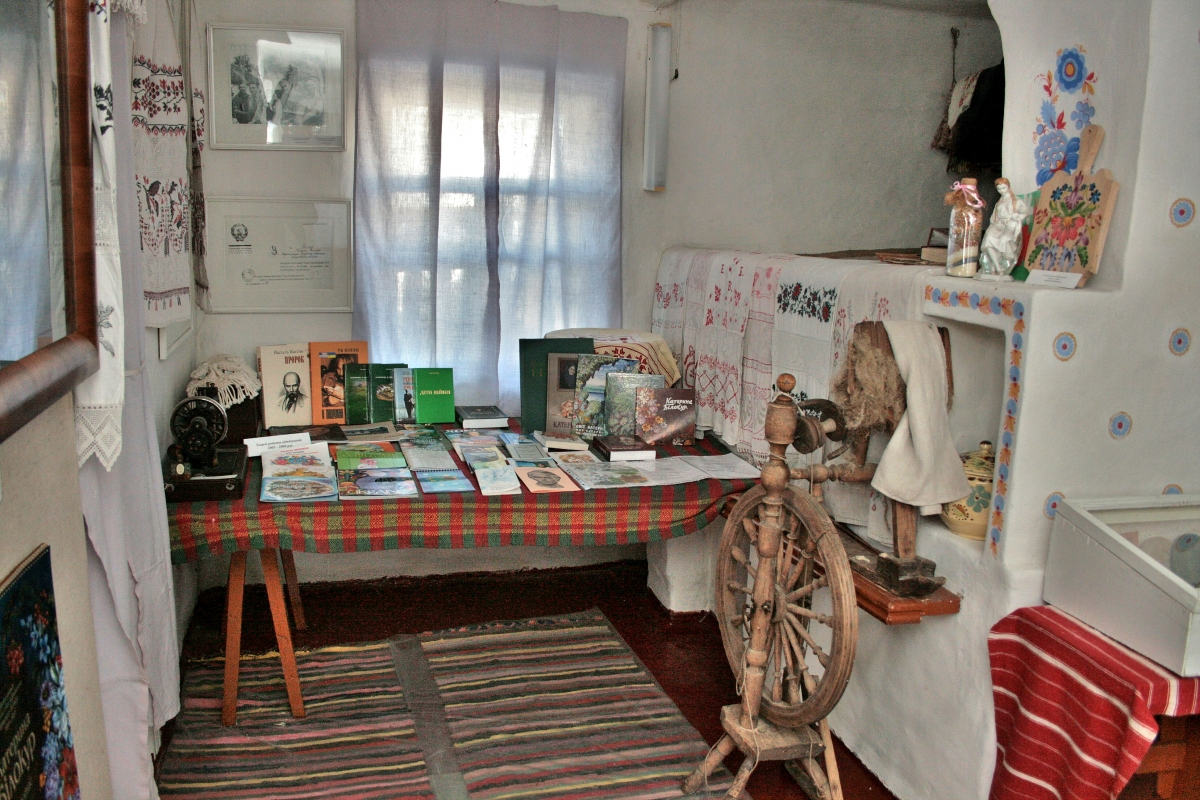
Улюблені книги мисткині
Картина «Натхнення» М. Малинка — експонат музею
У музеї